# Teun de Nooijer
Teun de Nooijer (Egmond aan den Hoef, Països Baixos, 1976) és un jugador d'hoquei sobre herba neerlandès, guanyador de quatre medalles olímpiques. Juntament amb els índis Leslie Claudius i Udham Singh és el jugador més guardonat en uns Jocs Olímpics.

## Biografia
Va néixer el 22 de març de 1976 a la ciutat d'Egmond aan den Hoef, població situada a la província d'Holanda del Nord. Està casat amb la jugadora d'hoquei herba alemanya Philippa Suxdorf.

## Carrera esportiva
Membre del HC Bloemendaal, va participar als 20 anys en els Jocs Olímpics d'Estiu de 1996 realitzats a Atlanta (Estats Units), on va aconseguir guanyar la medalla d'or en la competició masculina d'hoquei sobre herba al derrotar olímpica la selecció d'Espanya, un metall que aconseguí revalidar en els Jocs Olímpics d'Estiu del 2000 realitzats a Sydney (Austràlia), on la selecció neerlandesa vencé la selecció de Corea del Sud.
En els Jocs Olímpics d'Estiu de 2004 realitzats a Atenes (Grècia) va aconseguir guanyar la medalla de plata en perdre la final olímpica davant la selecció australiana. En els Jocs Olímpics d'Estiu de 2008 realitzats a Pequín (República Popular de la Xina) finalitzà en quarta posició del medaller, guanyant així un diploma olímpic, en perdre el partit per la medalla de bronze novament davant Austràlia. En els Jocs Olímpics d'Estiu de 2012 celebrats a Londres (Regne Unit) va aconseguir guanyar una nova medalla de plata, en perdre la final olímpica en aquesta ocasió davant la selecció alemanya.
Al llarg de la seva carrera ha guanyat tres medalles en la Copa del Món d'hoquei sobre herba, una d'elles d'or; cinc medalles en el Campionat d'Europa d'hoquei sobre herba, una d'elles també d'or; i nou medalles en el Champions Trophy, quatre d'elles d'or. Al llarg de la seva carrera esportiva ha estat nomenat tres vegades millor jugador del món en hoquei sobre herba (2003, 2005 i 2006).